# Helene Lange (Politikerin, 1914)
Helene Lange (* 3. Oktober 1914 in Gimmel; † 1. Juli 1996) war eine niedersächsische Politikerin (CDU) und ehemaliges Mitglied des niedersächsischen Landtages.
Lange besuchte die Handelsschule und begann im Anschluss eine dreijährige kaufmännische Ausbildung. Nach ihrer Ausbildung begann sie eine Tätigkeit in einer Exportfirma als Fakturistin und Buchhalterin. Für die Stadt Alfeld war sie seit 1961 Stadträtin und wurde Mitglied des Kreistages in Alfeld im Jahr 1964. Ferner war sie in der vierten bis sechsten Wahlperiode Mitglied des niedersächsischen Landtages vom 6. Mai 1959 bis 20. Juni 1970. Hier war sie als Schriftführerin des niedersächsischen Landtages vom 12. Juni 1963 bis 20. Juni 1970 tätig.